# 胡桃沢源人
胡桃沢 源人（くるみさわ げんじん、1902年（明治35年）8月6日 - 1992年（平成4年）3月23日）は、日本の洋画家である。本名は源市。

## 経歴・人物
長野県松本市の生まれ。矢野橋村が設立した大阪美術学校に入学し、在学中の1928年（昭和3年）に自身の作品が帝展に初入選される。1929年（昭和4年）に卒業後は、斎藤与里の門人となった。1935年（昭和10年）には東光会の会員となり、1941年（昭和16年）及び翌1942年（昭和17年）には2年連続で新文展に出品され特選となる。
その後は大阪美術学校の後輩だった日本画家の融紅鸞と結婚し、1964年（昭和39年）には浪速芸術大学（現在の大阪芸術大学）の教授となり、会員だった東光会の理事長や大阪市立美術研究所の講師も務めた。

## 作品
- 『小犬』
- 『秋苑』
- 『鳥禽舎』